# Kevin Leiser

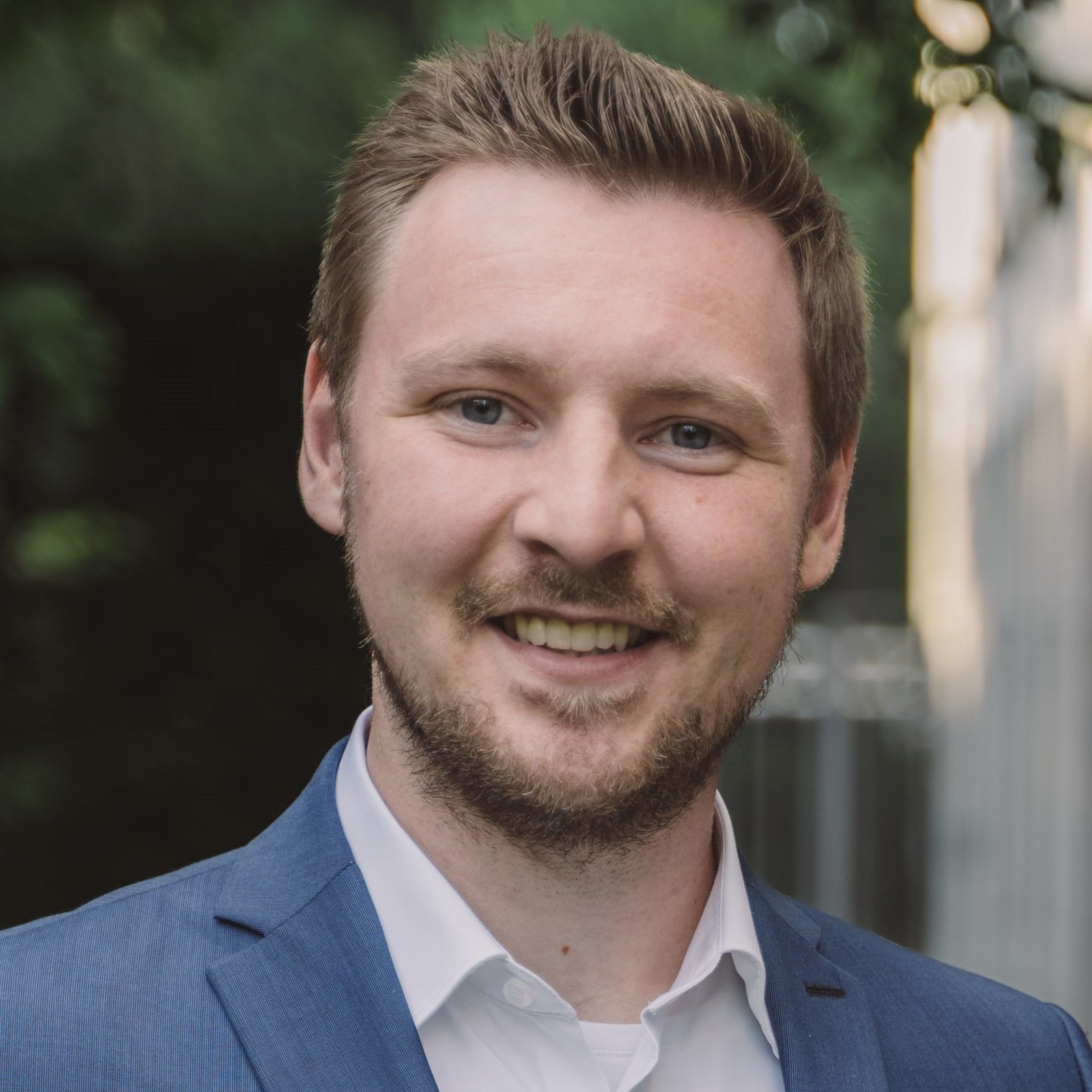
Kevin Leiser (2022)

Kevin Leiser (* 3. September 1993 in Crailsheim) ist ein deutscher Gymnasiallehrer und Politiker (SPD) und seit 2021 Mitglied des Deutschen Bundestages.

## Leben
Leiser studierte zwei Semester Jura an der Universität Heidelberg. Dann wechselte er das Studienfach, um Lehrer zu werden. Er wurde Lehrer für Mathematik, Gemeinschaftskunde und Wirtschaft am Albert-Schweitzer-Gymnasium in Crailsheim und ist dies bis heute.

## Politik
Leiser war von 2019 bis 2024 Mitglied des Kreistages des Landkreises Schwäbisch Hall sowie Mitglied des Gemeinderats in Blaufelden. Zudem war er Beisitzer im Kreisvorstand des SPD-Kreisverbandes Schwäbisch Hall und ist Stellvertretender Vorsitzender des SPD-Ortsvereins Schrozberg. Am 9. September 2021 wurde er zum Kreisvorsitzenden des SPD-Kreisverbands Schwäbisch Hall gewählt. Er war außerdem mehrmals Delegierter für SPD-Landesparteitage.
Bei der Bundestagswahl 2021 kandidierte Leiser als Direktkandidat im Bundestagswahlkreis Schwäbisch Hall – Hohenlohe. Zudem kandidierte er über die Landesliste der SPD-Baden-Württemberg auf Listenplatz 20. In seinem Wahlkreis erhielt er 19,6 % der Erststimmen und unterlag somit dem CDU-Kandidaten Christian von Stetten. Über die Landesliste erhielt er dennoch ein Bundestagsmandat und ist Mitglied des 20. Deutschen Bundestages.
Kevin Leiser ist ordentliches Mitglied im Verteidigungsausschuss (Deutscher Bundestag) und im Ausschuss für wirtschaftliche Zusammenarbeit sowie stellvertretendes Mitglied im Ausschuss für Digitales.